# Clara Bow (dal)
A Clara Bow Taylor Swift amerikai énekesnő-dalszerző dala 2024-es The Tortured Poets Department című albumáról. A számot Clara Bow némafilmes színésznőről nevezték el. Swift és Aaron Dessner írta és készítette a számot, amelyet az énekesnő lemezkiadója vezetőivel folytatott beszélgetései inspiráltak. A szám egy folk- és pop-rock dal, amely Swift hírnevét kommentálja. 
A kritikusok, valamint Bow családja megdicsérték a számot Swift sebezhetőségéért, lírájáért, valamint a hírnév és szépség ábrázolásáért. A dal a Billboard Global 200 22. helyére ért el, Ausztráliában, Kanadában, Új-Zélandon, Szingapúrban és az Egyesült Államokban pedig a legjobb 25 közé jutott. 2024. június 30-án Swift a Clara Bow-t egy összeállítás részeként adta elő The Lucky One című 2012-es dalával az Eras Tour (2023–2024) dublini állomásán.

## Fordítás
Ez a szócikk részben vagy egészben  a   Clara Bow (song) című angol Wikipédia-szócikk ezen változatának fordításán alapul.  Az eredeti cikk szerkesztőit annak laptörténete sorolja fel. Ez a jelzés csupán a megfogalmazás eredetét és a szerzői jogokat jelzi, nem szolgál a cikkben szereplő információk forrásmegjelöléseként.